# Santiago Abascal
Santiago Abascal Conde (Bilbao, 14 de abril de 1976) es un político español, líder del partido político Vox desde septiembre de 2014 y presidente del partido político europeo Patriotas.eu desde noviembre de 2024. Ha sido descrito como un político ultraconservador y de extrema derecha. Es miembro del Congreso de los Diputados en representación de Madrid desde 2019. Antes de la creación de Vox, fue durante mucho tiempo miembro del Partido Popular, se desempeñó como legislador en el Parlamento Vasco y ejerció el cargo de director de entidades financiadas con fondos públicos de la Comunidad de Madrid.
Es el actual presidente nacional del partido político Vox desde 2014. Preside la Fundación Disenso desde 2020. Abascal es uno de los promotores de la Fundación DENAES, que presidió entre 2006 y 2014 y de la que es Secretario en la actualidad. Colaborador habitual de varios medios de comunicación y autor de distintos ensayos políticos.
Licenciado en Sociología por la Universidad de Deusto de Bilbao, se afilió joven al Partido Popular (PP) y trabaja como político desde los 23 años, cuando comenzó como concejal del Ayuntamiento de Llodio (1999-2007), además de como miembro de las Juntas Generales de Álava (2003-2004). Diputado del Parlamento Vasco entre 2004 y 2009, Abascal desempeñó entre 2010 y 2013 dos cargos de libre designación en la administración autonómica de la Comunidad de Madrid. Abandonó el PP en 2013 alegando diferencias irreconciliables con la dirección del partido y fundó entonces el partido político VOX, el 17 de diciembre de aquel año. Ha sido diputado en el Congreso de los Diputados por Madrid en la xiii, la xiv y la xv legislaturas.
Ha sido colaborador habitual de medios de comunicación como Libertad Digital, COPE, esRadio, Trece, en publicaciones de diarios como ABC o La Razón, y tertuliano en los programas de televisión de El cascabel y El gato al agua.[cita requerida]

## Biografía

### Primeros años
Nació en Bilbao el 14 de abril de 1976, y creció con su familia en Amurrio (Álava); hijo de Santiago Abascal Escuza y María Isabel Conde Álvarez (natural de La Coruña que se trasladó con dos años de edad de Galicia al País Vasco). Tiene dos hermanas, Iria Abascal y Stella Abascal.
Su vinculación con la política procede de familia. Su padre fue un miembro histórico del grupo Alianza Popular y, más tarde, dirigente local del Partido Popular en Álava durante más de 35 años, concejal en el Ayuntamiento de Amurrio, miembro de la ejecutiva del partido en el País Vasco y portavoz de su grupo juntero en las Juntas Generales de Álava. Su abuelo Manuel Abascal Pardo fue también alcalde de la localidad y diputado provincial durante la dictadura franquista, comenzando en el año 1963 y finalizando su mandato en el año 1979. Tanto él, como su familia, debido a su actividad política, estuvo amenazada por la banda terrorista Euskadi Ta Askatasuna (ETA).

### Inicios en política
Se afilió a los dieciocho años al Partido Popular (PP). En 1996 ingresó en el Comité Provincial del PP en Álava, al año siguiente ya es amenazado mediante pintadas y desde 1999 formó parte de su comité ejecutivo. En 1999, con 23 años de edad, resultó elegido para su primer cargo público como concejal del PP en el Ayuntamiento de Llodio (Álava), cargo que ejerció en dos corporaciones consecutivas.
En noviembre de 2000 fue elegido presidente de Nuevas Generaciones del Partido Popular del País Vasco, cargo que ejerció hasta 2005. Durante ese período también fue miembro de la Junta Directiva Nacional del PP. Desde 2000 hasta 2013 fue miembro de la ejecutiva del Partido Popular del País Vasco y desde 2005 secretario de Educación del PP en el País Vasco. 
En 2003, Santiago Abascal se licenció en sociología por la Universidad de Deusto en Bilbao. Su trabajo fin de carrera fue publicado por la editorial Áltera con el título La farsa de la autodeterminación, con prólogo de José María Aznar.
Entre 2003 y 2004 fue juntero de las Juntas Generales de Álava.

### Miembro del Parlamento Vasco
Abandonó el cargo de juntero en 2004 para ocupar un puesto como miembro del Parlamento Vasco en sustitución de Carlos Urquijo, cuando este fue nombrado delegado del Gobierno en el País Vasco. En las elecciones al Parlamento Vasco de abril de 2005 no resultó reelegido, pero pocos meses después volvió a ocupar un escaño en la cámara en sustitución de su compañera de partido Encina Regalado. 
En 2006 creó la Fundación DENAES (acrónimo de Defensa de la Nación Española) que pasó a presidir. Permaneció en el Parlamento Vasco durante el resto de la viii legislatura.
En el Congreso del Partido Popular en Valencia de junio de 2008, Santiago Abascal, junto con Vidal-Quadras y otros miembros del PP, presentó una enmienda a la línea política a desarrollar por su partido en relación con los partidos nacionalistas. Volvió a concurrir, esta vez como número siete, por el PP en la circunscripción de Álava para las elecciones al Parlamento Vasco de 2009, en las que no pudo revalidar su acta de parlamentario.
Tras la victoria de Mariano Rajoy en las elecciones generales de 2011, su compañero Carlos Urquijo fue nuevamente nombrado delegado del Gobierno en el País Vasco, por lo que tuvo que abandonar su escaño en el Parlamento Vasco. El siguiente en la lista electoral era Santiago Abascal, discrepante de la línea oficial del Partido Popular del País Vasco y considerado cercano a su anterior presidenta María San Gil; sin embargo, el entonces presidente Antonio Basagoiti le obligó a renunciar al escaño.

### Puestos de libre designación en la Comunidad de Madrid

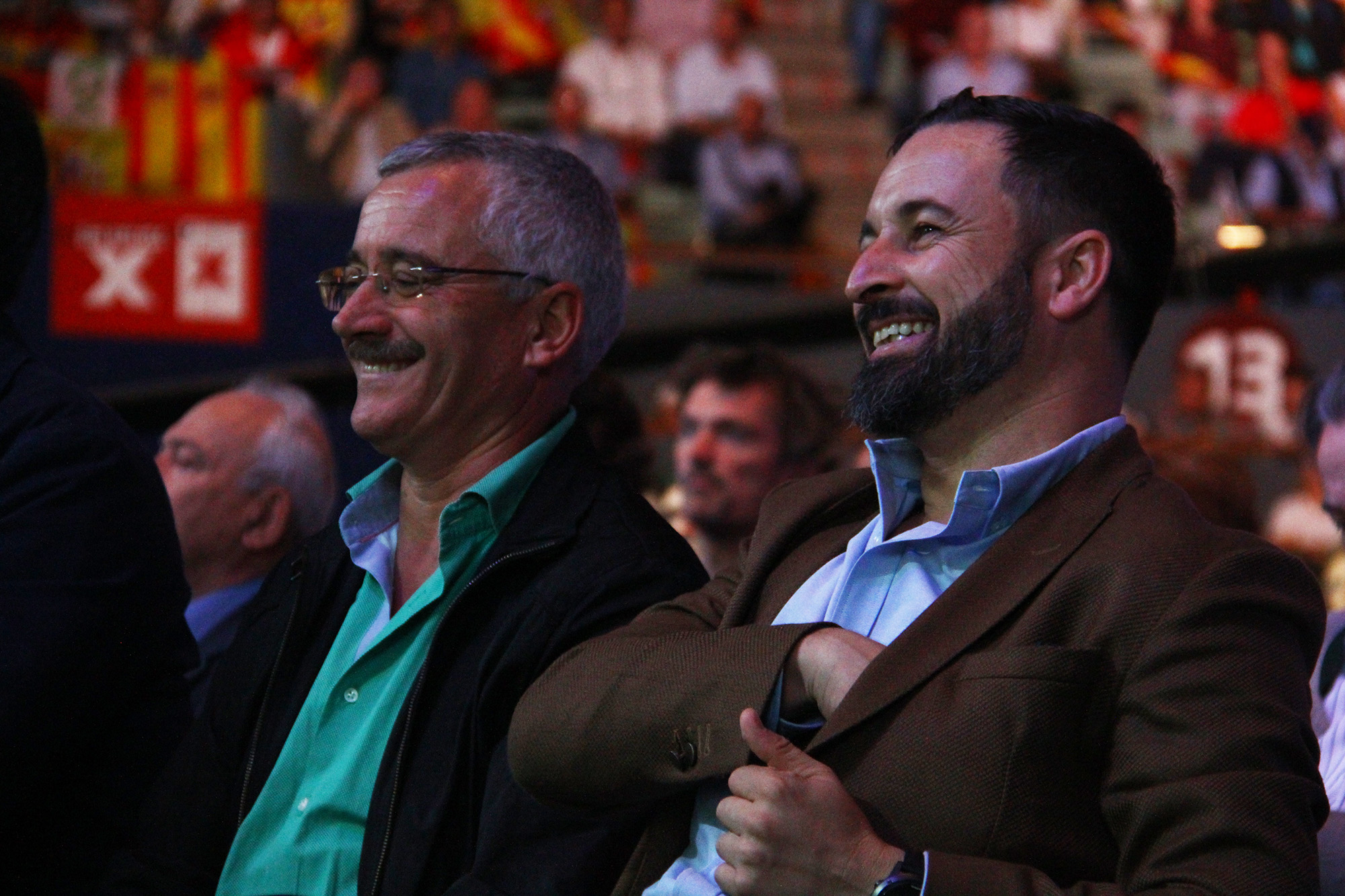
Abascal junto con José Antonio Ortega Lara.

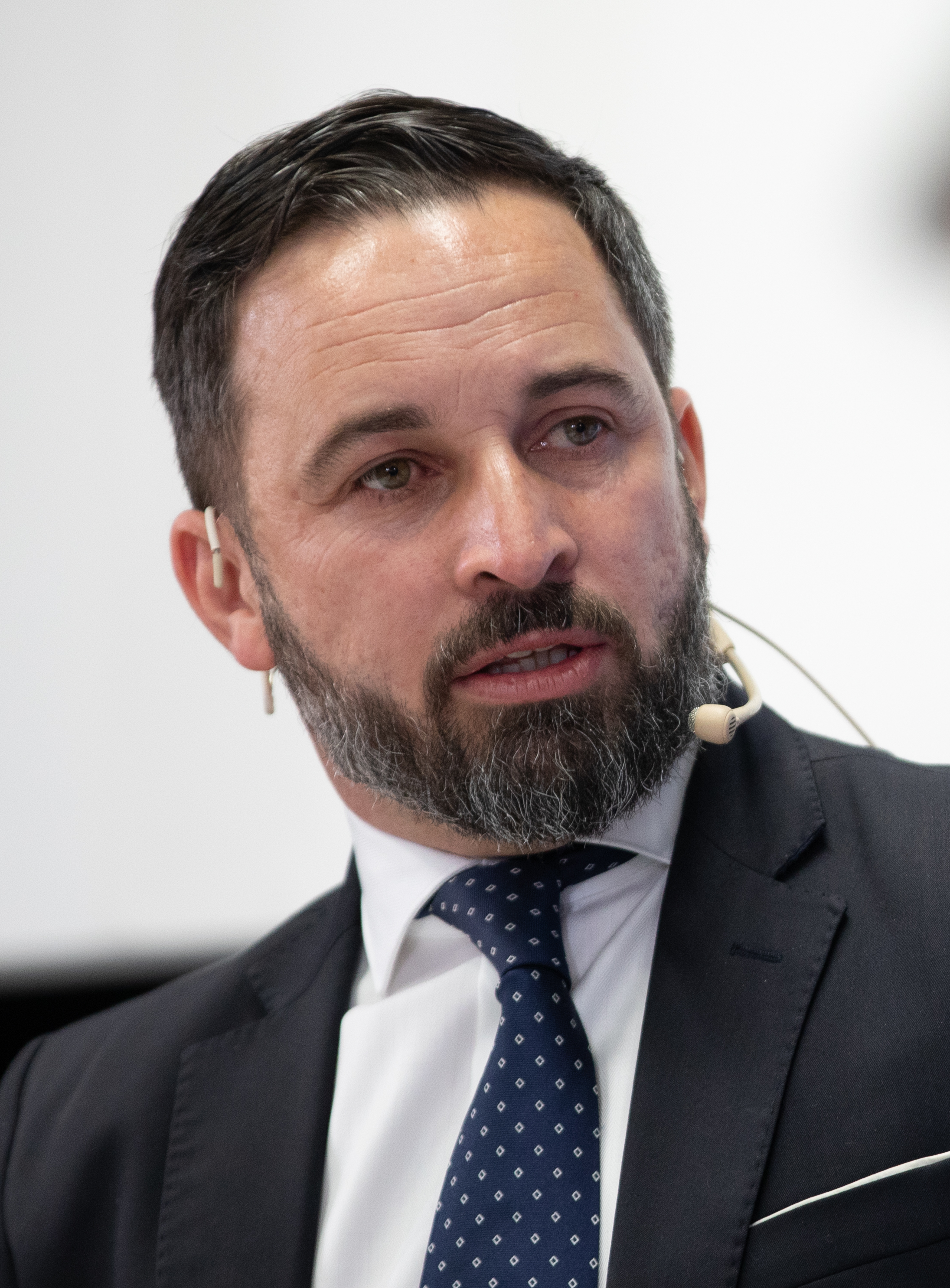
Fotografiado el 18 de febrero de 2019, durante una entrevista para La Razón.

Fue nombrado director de la Agencia de Protección de Datos de la Comunidad de Madrid en febrero de 2010, ejerciendo el cargo hasta diciembre de 2012. En agosto de 2012 declaró que prefería seguir con escolta a que España se rompiera, en referencia al anuncio de ETA del final de la lucha armada. Amigo personal de la presidenta regional del PP en Madrid Esperanza Aguirre y próximo a miembros del gobierno de Ignacio González, en abril de 2013 fue nombrado director de la Fundación para el Mecenazgo y Patrocinio Social, fundación con un único trabajador además del propio Santiago Abascal (Anka Moldovan) y sin actividad conocida durante su mandato, que en 2013 recibió de la Comunidad de Madrid una subvención de 183 600 euros de los cuales destinó 82 491 al sueldo anual de Santiago Abascal. La Fundación para el Mecenazgo y el Patrocinio Social, que se había fundado en 2001, se disolvió el 17 de diciembre de 2013, el mismo día que se constituyó como partido Vox.

### Vox

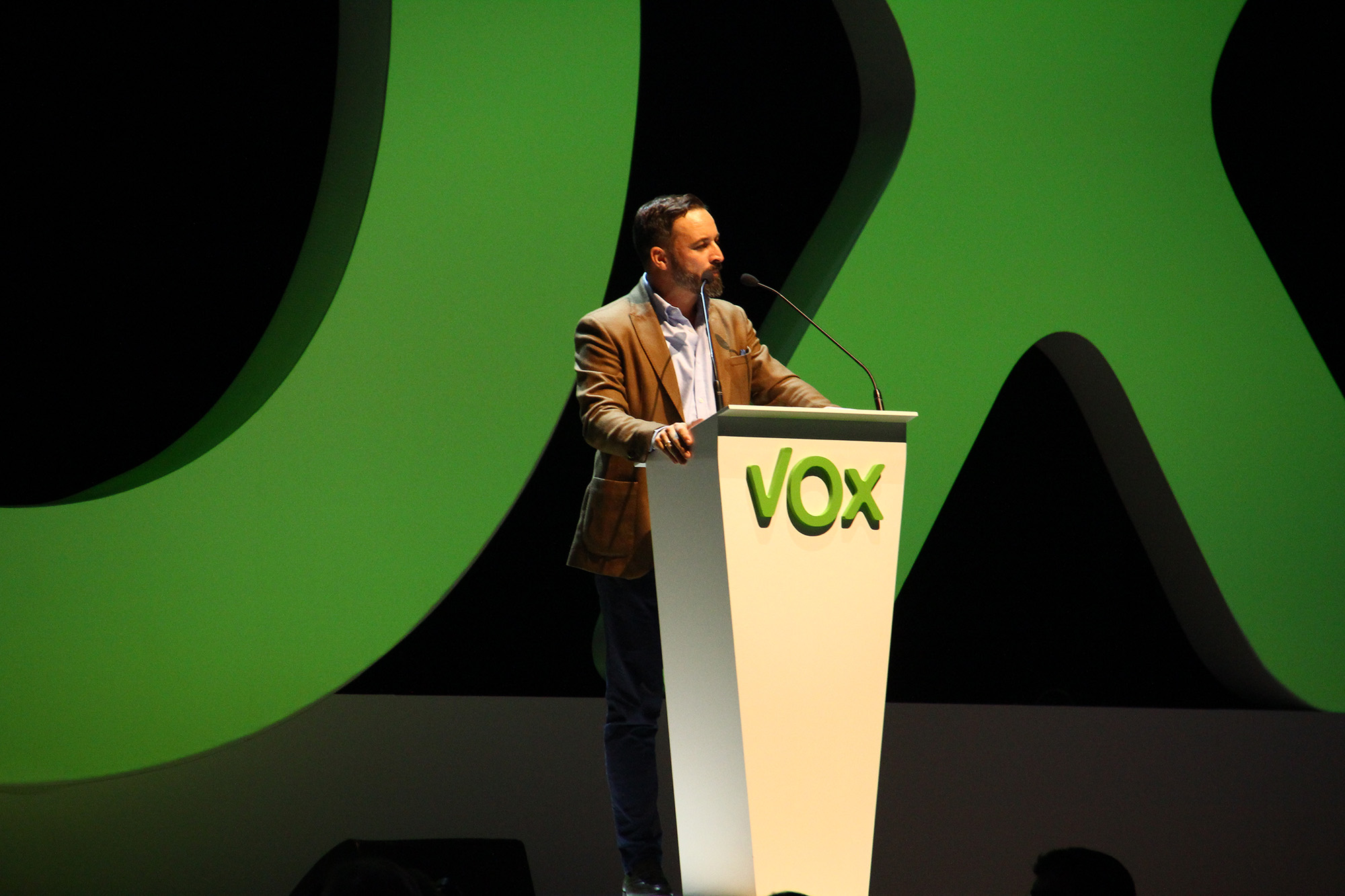
Fotografiado durante un evento de Vox en 2018

En noviembre de 2013 anunció su abandono de militancia en el Partido Popular alegando diferencias irreconciliables con su dirección. Mostró desacuerdo con la actuación del partido frente a los casos de corrupción que lo salpicaban (Caso Gürtel), con la política antiterrorista frente a la banda terrorista ETA del Gobierno de Mariano Rajoy y del Partido Popular del País Vasco (por ejemplo la excarcelación de Josu Uribetxeberria Bolinaga) y con la política frente a los nacionalismos vasco y catalán y la «unidad de España», acusando a Rajoy de «traicionar las ideas» del PP.
Poco después, en enero de 2014, participó en la presentación pública del partido político Vox (ya inscrito en diciembre de 2013 en el registro de partidos del Ministerio del Interior). Partido del que es cofundador junto a José Antonio Ortega Lara, junto con José Luis González Quirós e Ignacio Camuñas, constituido con el pretendido objetivo de postularse como una alternativa a la partitocracia del PP y PSOE, regenerar la democracia, acercar la política a los ciudadanos y defender la unidad de la nación española, de cara a las elecciones europeas de mayo de 2014. Ocupó el cargo de secretario general provisional de esta formación hasta que el 20 de septiembre de ese mismo año fue elegido presidente por el 91 % de los militantes. Tras su elección como presidente de Vox abandonó la presidencia de la Fundación DENAES.
En junio de 2015 se postuló como candidato de esta formación a la Presidencia del Gobierno, concurriendo como cabeza de lista por Madrid a las elecciones generales de diciembre de 2015 y de junio de 2016. En marzo de 2018 fue reelegido por tercera vez presidente de Vox. Fue uno de los firmantes de la Carta de Madrid.
En marzo de 2019 fue confirmado como cabeza de lista de Vox por Madrid en las elecciones del 28 de abril de 2019, seguido por Javier Ortega Smith e Iván Espinosa de los Monteros, siendo elegido diputado dentro de la xiii legislatura. Revalidó esta posición en las elecciones de noviembre de ese mismo año, obteniendo su grupo parlamentario el mejor resultado de su corta historia parlamentaria. En julio de 2021 es declarado persona non grata en la Ciudad Autónoma de Ceuta con la abstención del PP.
Abascal se presenta como candidato de Vox a la presidencia del Gobierno en las elecciones generales del 23 de julio de 2023.
El día 7 de noviembre, tras encabezar las manifestación ilegal contra la Ley de Amnistía del día anterior en la que hubo incluso un detenido candidato de Vox, se gritaron consignas contra el Gobierno y Felipe VI y contó con la presencia de neonazis subvencionados de una plataforma afín al partido; llamó a las fuerzas y cuerpos del seguridad del Estado a la rebelión, delito tipificado en el Código Penal del Reino de España, para la que se iba a celebrar ese mismo día.
El día 9, volvía a manifestarse ilegalmente frente a la sede del PSOE donde un grupo de personas tras exhibir simbología de extrema derecha y lanzar proclamas fascistas, rompieron el perímetro de seguridad, lanzaron objetos a los agentes y a la prensa y quemaron contenedores y motocicletas. Llegada las 22:00 la Policía, bajo el auspicio de «ley mordaza» que no permite las manifestaciones a partir de esa hora, cargó por tercer día consecutivo contra los manifestantes.
El día 13 del mismo mes respalda la huelga general del sindicato de Vox, Solidaridad. Esta vez a pesar de cumplir los tiempos de llamada a la huelga, diez días antes como mínimo, dicha huelga era ilegal debido a que su reivindicación era estrictamente política, «Frente a la Igualdad. Frente a la traición», y no estaba relacionada con reivindicaciones laborales. Además habría otros requisitos que no cumpliría el sindicato (nunca han negociado convenios colectivos y no se presentaron a las elecciones a comités de empresa y delegados de personal).

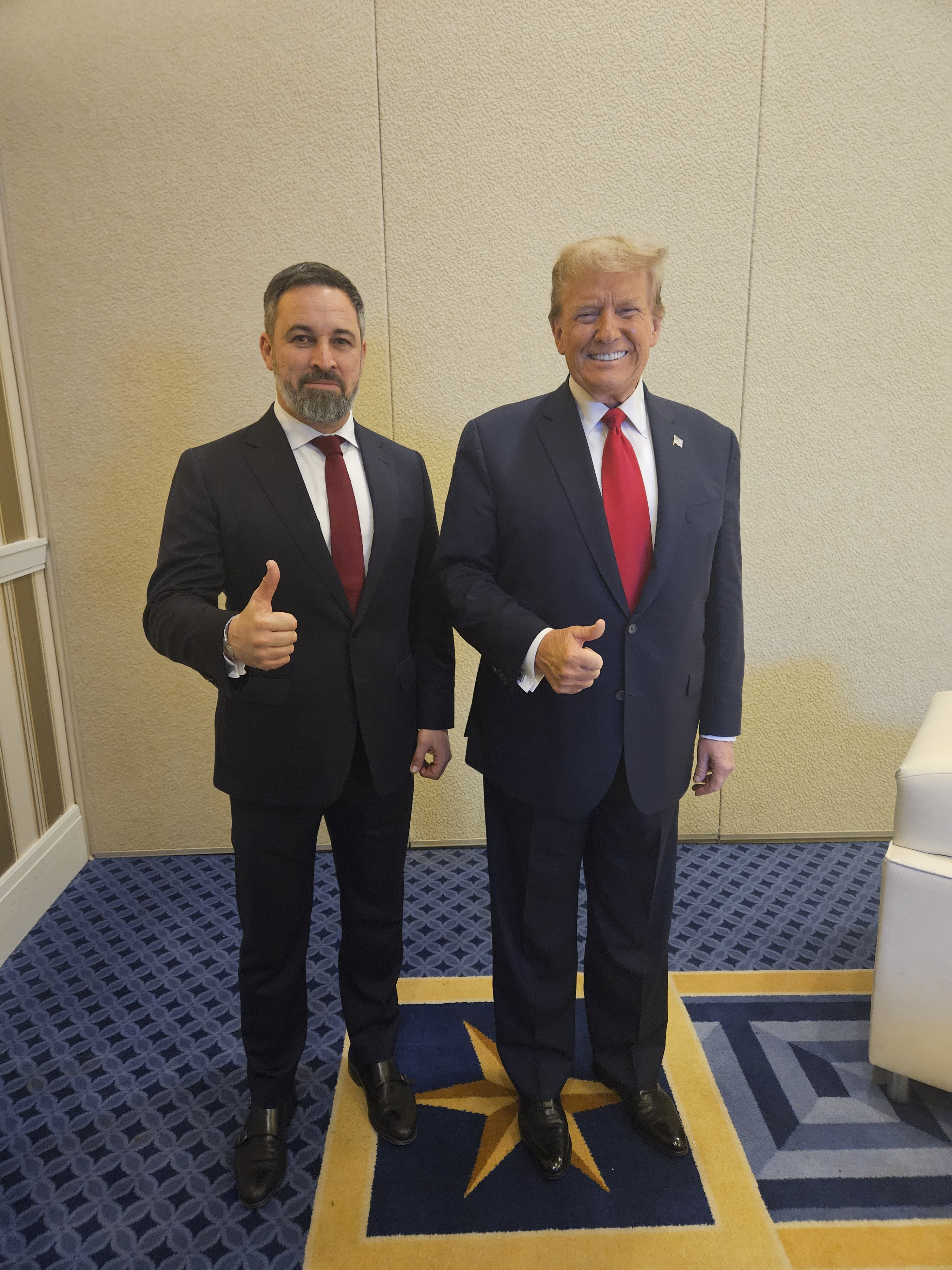
Santiago Abascal en la CPAC de 2024 junto al 45° Presidente de Estados Unidos, Donald Trump.

En enero de 2024, fue reelegido presidente de Vox en un proceso de primarias. Diversas fuentes señalaron que el procedimiento no se ajustó completamente a los Estatutos del partido, que establecen la obligación de convocar la Asamblea General ordinaria con al menos un mes de antelación —incluyendo el orden del día aprobado por el CEN—, y la extraordinaria con un mínimo de quince días naturales de antelación.

## Controversias
Santiago Abascal desde Argentina, donde asistía a título personal a la investidura presidencial de Javier Milei, afirmaba que el gobierno español «ha pactado con todos los enemigos de la unidad de España» y «habrá un momento» en el que «el pueblo querrá colgar de los pies», en referencia a la figura del presidente Pedro Sánchez. Las declaraciones de Abascal del día 10 de diciembre generaron rechazo en la clase política, con declaraciones de los líderes de PP y PSOE. En alusiones, el presidente del Gobierno consideró de «extraordinaria gravedad» dichas palabras, pues «intenta que todo sea monopolizado por el odio» y acabó denunciando al líder de Vox ante la Fiscalía por delito de odio. Ésta finalmente abrió diligencias para investiga a Abascal.
En junio de 2024, Alvise Pérez destapó que Abascal y toda la cúpula de Vox cobraban un sobresueldo de 54.000 euros por cabeza. Además Abascal tendría un sueldo vitalicio de la Fundación Disenso a la cual se desviaron 11,4 millones de euros. Esto último ya había sido denunciado por Macarena Olona años atrás.
Lidia Bedman, esposa de Abascal y que en 2021 podría haber inventado su curriculum vitae, habría cobrado unos 63.600 euros al año de grupo Intereconomía, financiado por el propio Vox, por servicios de asesoría en marketing y publicidad. Según la documentación, Bedman emitió facturas desde 2019 de forma bimensual a la editorial Ivat S.L., propiedad del hijo de Julio Ariza (Gabriel Ariza) y especializada en títulos sobre catolicismo, antiglobalismo y ultraconservadurismo.

## Vida privada
Abascal es aficionado al montañismo, al motociclismo, la equitación y a los bonsáis y es miembro de la Sociedad Española de Ornitología.
Se enlazó en matrimonio civil con Ana Belén Sánchez Cenador en el año 2002 en Álava, con quien tuvo dos hijos: Jaime (n. 2004) y Adriana (n. 2006), nacidos en Vitoria, en la comunidad autónoma de País Vasco. Convivió con la familia en Zuya y se divorció en 2010. Tras el divorcio, se mudó a Madrid. 
En 2006 registró la empresa Hammer Hostelería SL, única experiencia en la empresa privada y que dirigía una franquicia de Heineken. En 2007 la empresa es condenada por no pagar a los trabajadores al tener una deuda de 131.129 euros. Este hecho lo llevó a ser desahuciado.
Tras ocho años de relación, contrajo matrimonio el 9 de junio de 2018 en la iglesia de San Vicent Ferrer en la localidad valenciana de San Vicente del Raspeig, con Lidia Bedman Lapeña (n. 19 de abril de 1985), que estudió Publicidad y Relaciones Públicas por la Universidad CEU Cardenal Herrera de Elche entre 2003-2008, y que posee un máster en Comunicación de Moda y Belleza. Lidia ha trabajado como bloguera e influencer con marcas como L’Oreal, Clinique, Primark, Garnier, Día, Huawei, Bimbo o Carrefour, entre otras, con contenido sobre maternidad, viajes, lifestyle, belleza, moda y decoración.
Santiago junto con Lidia, tiene otros tres hijos en común, Jimena, nacida en el Gregorio Marañón el 28 de diciembre de 2013 en Madrid, Santiago, nacido el 20 de diciembre de 2015, y Hernán, nacido el 28 de julio de 2024.
Actualmente, vive en un chalet en el barrio madrileño de Pinar del Rey, junto con su segunda esposa Lidia y sus cinco hijos: Adriana, Jaime, Jimena, Santiago y Hernán.

## Obras publicadas
- — (2004). Secesión y exclusión en el País Vasco. Ikusager Ediciones. ISBN 8485631978. OCLC 1025303495.
- — (2004). ¿Derecho de autodeterminación? Sobre el pretendido derecho de secesión del Pueblo Vasco. Centro de Estudios Políticos y Constitucionales. ISBN 8425912636. OCLC 803124963.[83]
- — (2005). La farsa de la autodeterminación. El plan Ibarretxe: al asalto del País Vasco y España. Ediciones Áltera. ISBN 8489779643. OCLC 255763092.
- — (2008). En defensa de España: Razones para el patriotismo español. Ediciones Encuentro. ISBN 8474909430. OCLC 963624008.
- — (2014). No me rindo: sin miedo contra ETA y frente a la cobardía política. La Esfera de los Libros. ISBN 8490601321. OCLC 1261386310.
- — (2015). Hay un camino a la derecha: una conversación con Kiko Méndez-Monasterio. Stella Maris. ISBN 8416541132. OCLC 931006343.